# Emmanuel Noi Omaboe
Oyeeman Wereko Ampem II, né Emmanuel Noi Omaboe le 29 octobre 1930 et mort le 26 novembre 2005, est un fonctionnaire, homme d'affaires et chef traditionnel ghanéen. Il était Gyaasehene d'Akuapem et Omanhene (chef suprême) d' Amanokrom (en) de 1975 jusqu'à sa mort en 2005. Il a été Conseil de libération nationale (en) au Ghana de 1967 à 1969 et Service statistique du Ghana (en) de 1960 à 1966 , .

## Début de la vie
Emmanuel Noi Omaboe est né le 29 octobre 1930 à Amanokrom (en) à Akuapim . Ses parents étaient Peter Nortey Omaboe d' Osu, Accra (en) et Mary Opeibea Awuku d' Amanokrom (en) . Ses études ont commencé à l'école presbytérienne de Mamfe en 1936 et se sont poursuivies à l'école intermédiaire presbytérienne de Suhum. Il a fait ses études à l'Académie d'Accra (en) de 1946 à 1950. Il entre à l'University College of the Gold Coast en 1951 pour étudier l'économie. En 1954, grâce à une bourse du gouvernement, il entre à la London School of Economics pour obtenir son diplôme d'économie en statistiques, obtenant une mention très bien dans cette matière. Il a effectué un an de master en statistiques à la LSE avant de retourner au Ghana .

## Fonction publique
En 1957, Omaboe a rejoint l'University College of Ghana en tant que chercheur en économie et a donné des cours de statistiques .
En 1959, il est nommé statisticien adjoint du gouvernement. En 1960, il est élu membre de l'Institut international de statistique et devient le premier membre africain de l'institut. Il était membre de l'American Statistical Association et membre de l'Union internationale pour l'étude scientifique de la population. Il a été promu statisticien du gouvernement en juillet 1960 en raison de la politique d'africanisation de la fonction publique menée par Kwame Nkrumah. Omaboe fut le premier Ghanéen à occuper ce poste et, à l'âge de 29 ans, le plus jeune chef d'un département gouvernemental , .
Omaboe était coordinateur du recensement de la population de 1960, qui fut le premier recensement de la population mené scientifiquement au Ghana. En octobre 1961, la Commission de planification de l'État a été constituée par Kwame Nkrumah avec Omaboe comme président et Joseph Henry Mensah comme assistant . La Commission de planification de l’État a élaboré et travaillé sur le Plan de développement de sept ans (1963-1970), qui a été officiellement lancé en 1964 .
Après le coup d'État de 1966, Omaboe a assumé le poste de président du Comité économique du Conseil de libération nationale (en) en 1966 et de commissaire aux affaires économiques en 1967 ,  Dans ces rôles, il a défini les politiques du gouvernement en matière de libéralisation, y compris la dévaluation du Cedi, l'abolition des licences d'importation et la privatisation des entreprises publiques déficitaires .
Omaboe a été membre du Comité consultatif sur les questions d'ajustement de poste de la Commission de la fonction publique internationale (en) de 1967 à 1985. Il a également été membre du conseil de l'Institut international de statistique à partir de 1968 et en est devenu le vice-président.

## Carrière dans les affaires
En 1969, Omaboe a pris sa retraite de la fonction publique après dix ans de service et a créé un cabinet de conseil en investissement et en économie, EN Omaboe & Associates Limited, dont il a été président. En décembre de la même année, il a été nommé au conseil d'administration ghanéen de la Barclays Bank DCO , . Mais l'année suivante, Omaboe a passé un an au Centre Weatherhead pour les affaires internationales grâce à une bourse. De Harvard, il est retourné au Ghana et a travaillé dans son cabinet de conseil dont le domaine d'activité était nouveau au Ghana en 1970 et a également rejoint les conseils d'administration de la Barclays Bank of Ghana et d'UTC Estates.
En 1974, il s'associe à Jake Obetsebi-Lamptey (en) et Peter Hasford pour l'achat de la société de publicité Lintas West Africa et Afromedia Ghana auprès d'Unilever. Il est devenu président de Lintas WA, immédiatement après l'achat et a été président jusqu'en 2005 , .
En 1980, il rejoint le Comité d'investissement des Nations Unies qui guide les investissements des fonds de pension et autres fonds fiduciaires et spéciaux sous le contrôle de l'ONU,  En 1997, il devient président du comité d'investissement , et reste président pendant les huit années suivantes, avant d'être nommé membre émérite à la fin de son service en 2005.
Il a été président de Reiss & Co. (Ghana) Ltd., une société de commerce technique avec des divisions dans l'agriculture, la médecine vétérinaire, les technologies de l'information et les fournitures de sécurité industrielle.
En 1989, il était membre d'un comité de dix personnes qui a œuvré à la création de la Bourse du Ghana .
En 1991, il a changé de rôle au sein du conseil d'administration de la Barclays Bank Ghana, passant de directeur à président de la banque. Il était administrateur depuis 1971, année de la constitution de la banque, et il fut l'un des quatre premiers administrateurs nommés  Il a pris sa retraite du conseil d'administration de la banque en 2005 après 34 ans de service au sein du conseil d'administration en tant que directeur de la banque .
En 1995, avec Kwame Pianim (en), il a cofondé New World Investments, une société d'investissement et de gestion d'actifs, et en a été le président lors de sa fondation jusqu'à sa mort .

## Autres activités
Omaboe a été le principal mécène de la Prison Christian Fellowship du Ghana à partir de 1982 et président de la Ghana Social Marketing Foundation à partir de 1993.
Il a été président du conseil d'administration de la faculté de médecine de l'Université du Ghana de 1984 à 1999, succédant à Harry Sawyerr, le premier président. En 1999, il a été nommé chancelier de l'Université du Ghana. Il fut le premier Ghanéen, autre qu'un chef d'État, à être nommé chancelier de l'université , .
En 2004, il a acquis une collection rare de poids en or Ashanti auprès d'un vendeur en Allemagne et a fait don de la collection à l'Institut d'études africaines de l'Université du Ghana en tant qu'acte de donation privé pour promouvoir l'éducation culturelle au sein de l'université .

## Chefferie
Il a été installé « Ohene (en) » (chef) d' Amanokrom (en) et « Gyasehene » d'Akuapem en 1975. Durant son mandat de chef traditionnel, il a entrepris les projets de construction du Manko Aba Ahenfie et du centre communautaire d'Amanokrom. L'Odwira annuel a connu une forte affluence de populations autochtones vivant ailleurs et d'étrangers en raison de son image , , .

## Sportif
Omaboe était membre du club de golf d'Achimota. De 1974 à 1975, il a été capitaine du club de golf d'Achimota et a été président du club de 1990 à 1998 .
En 1971, Omaboe était président du comité de gestion intérimaire du club de football Accra Hearts of Oak .
En 1989, Omaboe a été choisi pour être le mécène en chef et président du Conseil des mécènes d'Accra Hearts of Oak SC , .
Sous la présidence d'Omaboe du Conseil des patrons du club de football, un total de 42 coupes compétitives et cérémonielles ont été remportées et un record a été établi en remportant la Ghana Premier League six (6) fois consécutives en 1997, 1998, 1999, 2000, 2001 et 2002. Le club a remporté pour la première fois le trophée de la Ligue des champions de la CAF en 2000 et a établi un autre record ghanéen en remportant la 8e Super Coupe de la CAF (2001) et a couronné ces exploits en étant le premier club en Afrique à remporter la 1ère Coupe de la Confédération de la CAF en 2004 .

## Honneurs
Omaboe a reçu la Ordres, décorations et médailles du Ghana (en) (Division Civile) de la République du Ghana en 1968 , .
En 1973, Omaboe a été élu membre honoraire de la Royal Statistical Society, dont il était membre depuis 1957. Il a été nommé président de la Société économique du Ghana. Omaboe a reçu un doctorat honorifique de l'Université du Ghana, Legon en 1999 , .

## Vie personnelle et mort
Oyeeman a épousé Letitia Manko et les deux ont eu cinq enfants. Un fils, Nortey Omaboe, est le directeur général de GCNet. Une fille, Norkor Duah, est la directrice générale de la société de communication marketing Mullen Lowe Accra et a précédemment occupé le poste de vice-présidente de l'International Advertising Association , , 
Omaboe était Église presbytérienne du Ghana (en) et était connu pour adorer à l' Église presbytérienne Ebenezer, Osu . Il était également franc-maçon, appartenant à  la franc-maçonnerie au Ghana (en)[réf. nécessaire].
Oyeeman Wereko Ampem II est décédé de Mode de décès (en) le 26 novembre 2005, à l'âge de 75 ans. Un service commémoratif a été organisé pour lui à l'Église presbytérienne Ebenezer, Osu. Les funérailles royales et l'enterrement ont eu lieu à Amanokrom[réf. nécessaire].

## Littérature
Banful, Alex et Omaboe, E.N., Model of Leadership Excellence: A Biographical Case Study of Nana Wereko Ampem II, Excellent Pub and Print, 2006 (ISBN 9988072236).